# Beijing Lions
I Beijing Lions sono una squadra di football americano di Pechino, in Cina; fondati nel 2016, hanno vinto il titolo della CAFL nel 2016.

## Dettaglio stagioni

### Tornei nazionali

#### Campionato

##### CAFL
| Stagione | regular season | regular season | regular season | regular season | regular season | regular season | playoff | playoff | playoff | playoff | playoff | playoff    | playoff         |
|          | Vin            | Par            | Per            | Tot            | PF             | PS             | Vin     | Per     | Tot     | PF      | PS      | risultato  | avversaria      |
| -------- | -------------- | -------------- | -------------- | -------------- | -------------- | -------------- | ------- | ------- | ------- | ------- | ------- | ---------- | --------------- |
| 2016     | 5              | 0              | 0              | 5              | 274            | 184            | 1       | 0       | 1       | 35      | 34      | Campioni   | Qingdao Clipper |
| 2019     | 2              | 0              | 1              | 3              | 36             | 6              | 0       | 1       | 1       | 22      | 30      | China Bowl | Wuhan Gators    |
| Totale   | 7              | 0              | 1              | 8              | 310            | 190            | 1       | 1       | 2       | 57      | 64      |            |                 |

Fonti: Enciclopedia del Football - A cura di Roberto Mezzetti

## Palmarès
- 1 CAFL (2016)